# Spirit (альбом Леоны Льюис)
Spirit (с англ. — «дух») — дебютный студийный альбом британской певицы Леоны Льюис, выпущенный в ноябре 2007 года в Великобритании и Ирландии; мировой релиз пластинки состоялся в начале 2008 года.

## Предыстория
В декабре 2006 года, Льюис победила в 3-м сезоне британского шоу талантов The X Factor, её призом стал контракт со звукозаписывающей компанией Sony BMG на 1 миллион фунтов стерлингов, для которой Саймон Коуэлл является исполнительным продюсером. Также Коуэлл был её наставником на шоу. Во время финального выступления, Льюис спела с Гэри Барлоу из группы Take That, который сказал Коуэллу: «Эта девушка, вероятно, в пятьдесят раз лучше, чем любой другой соперник, которого вы когда-либо имели, поэтому у вас есть большая обязанность, сделать правильную запись с ней.» Коуэлл признался, что слова Барлоу вызвали резонанс, и таким образом, было принято решение не спешить с выпуском её дебютного альбома, так как он хотел представить «невероятную запись» оригинального материала, который, по его мнению, не может быть сделан менее чем за год. Льюис также хотела выпустить качественный альбом, которым она могла бы гордиться. Коуэлл сказал певице, что ему всё равно, если альбом будет записываться в течение трёх лет, главное, чтобы он был правильным.

## Создание и запись
Льюис записывала альбом в нескольких местах, первым из которых стал Лондон, Англия, где она работала со Стивом Маком, который спродюсировал песни «Homeless» и «Footprints in the Sand». «Homeless» была написана Йоргеном Элофссоном, и была ранее записана шведским певцом Дарином. «Footprints in the Sand» была написана Пером Магнуссоном, Дэвидом Крюгером, Ричардом Пейджем и Саймоном Коуэллом. Песня является адаптацией христианской поэмы «Следы», и Льюис прокомментировала: «На самом деле это поэма; она очень вдохновляет, поэтому мы поместили её в песню. Я думаю, что она очень трогательная, с очень эмоциональной лирикой и я действительно люблю петь эту песню.» Коуэлл пришёл с идеей основать песню вокруг поэмы, и спросил Крюгера и Магнуссона, могут ли они написать что-то затрагивающее эту тему. Они приняли идею написания песни и она была уже придумана в доме Пейджа в Малибу, штат Калифорния, и на следующий день песня была закончена. Когда Коуэлл упомянул о концепции песни Льюис, она согласилась, что это может быть действительно интересно.
В Лос-Анджелесе, штат Калифорния, Льюис объединилась с солистом группы OneRepublic, Райаном Теддером, для записи двух песен, «Bleeding Love» и «Take a Bow». В феврале 2007 года, фронтмен группы OneRepublic и поп-певец и автор песен Джесси Маккартни написали песню «Bleeding Love» для третьего студийного альбома Маккартни Departure. Тем не менее, его лейблу Hollywood Records эта песня не понравилась. Теддер полагал, что это была «массивная» песня и звукозаписывающая компания «не в своём уме». Маккартни хотел сохранить её для себя, так как у него была личная привязанность к песне, но Теддер чувствовал, что она не принесёт ему успеха. Ранее, Теддер принял решение не работать с конкурсантами из шоу American Idol, но про The X Factor он никогда не слышал. После просмотра веб-сайта Льюис, он подумал, что её голос звучит просто нереально, заявив: «С точки зрения писателя, эта девушка — с или без ТВ-шоу имеет один из лучших голосов, которые я когда-либо слышал.» Услышав, что Коуэлл ищет песни для её дебютного альбома, Теддер поправил песню, и изменил звучание в соответствии с голосом певицы. «Take a Bow» была написана и спродюсирована Теддером, Луи Бьянканиелло, Уэйном Уилкинсом и Сэмом Уоттерсом. Уоттерс и Бьянканиелло также написали «Yesterday», с Джорданом Омли, Майклом Мани и Ниной Вудфорд. «Better in Time» была записана в Лос-Анджелесе с продюсером Джонатаном Ротемом, который написал песню вместе с Андреа Мартином. «I Will Be» является кавер-версией песни Аврил Лавин, написанной Лавин, Доктором Люком и Максом Мартином, которая была выпущена в качестве бонус-трека на iTunes и в ограниченном издании её альбома The Best Damn Thing. «The Best You Never Had» была также записана в Лос-Анджелесе, написана и спродюсирована Билли Штейнбергом и Джошем Александром. «The First Time Ever I Saw Your Face» — это кавер-версия песни Юэна Макколла, была записана в Атланте и Лос-Анджелесе. Она была спродюсирована Уэйном Уилкинсом, Сэмом Уоттерсом и Луи Бьянканиелло. «I’m You» была записана с Ne-Yo в Атланте. «Angel» была спродюсирована Stargate, и написана Stargate, Эспеном Линдом, Амундом Бьёрклундом и Джонта Остином, и записана в Нью-Йорке.
Песня «Here I Am» написана Льюис в соавторстве с Уолтером Афанасьеффым и Бреттом Джеймсом в Лос-Анджелесе. Льюис хотела быть вовлечена в процесс записи, и сказала, что Коуэлл позволил ей сделать это, так как это «её альбом». Она отметила: «Мне не давали формулу по которой я должна следовать. У меня было время, чтобы найти мои ноги и я написала много материала в соавторстве. Я многому научилась, и Саймон и Клайв действительно слушали меня.» В Атланте, штат Джорджия, Льюис работала с продюсерами Алонзо «Novel» Стивенсоном и Далласом Остином над песней «Whatever It Takes», написанной Льюис в соавторстве с Novel и Тони Рейесом. В Майами, штат Флорида, певица работала с Салямом Реми над записью песни «Forgiveness», написанной Льюис, Реми и Карой Диогуарди. Дебютный сингл исполнительницы «A Moment Like This», который является кавер-версией песни Келли Кларксон, был включён в качестве бонус-трека в британском, ирландском и японском изданиях. Две новые песни были записаны в 2008 году, чтобы помочь альбому собрать больше американской аудитории: «Forgive Me», которая была написана и спродюсирована Эйконом, и «Misses Glass», написанная Mad Scientist и RockCity. В интервью Digital Spy, Льюис объяснила: «Я хотела сделать что-то немногое другое и у меня была возможность поработать с Эйконом. Я очень довольна тем, как это получилось, и это здорово, что всё по-другому, а не так, как я всегда это делала.»

## Музыка и слова
Комментируя тексты песен альбома, Льюис сказала: «Они отражают то, чем я действительно увлечена. Я должна быть в состоянии поставить себя в песне, чтобы она звучала искренне для меня. Если она звучит не искренне для меня, значит она не будет звучать искренне ни для кого.» Льюис описала стиль альбома, как «классические песни с современным оттенком», содержащие стили R&B и «свежий поп» и баллады. Альбом имеет американский стиль, немного электронного звучания 1980-х годов; однако, песни не имеют бешеного ритма и не следуют последним тенденциям, но это те песни, которые могут быть исполнены акустически.

## Восприятие

### Отзывы критиков
После релиза Spirit получил положительные отзывы от большинства музыкальных критиков.

## Список композиций

### Standard Edition
| №   | Название                              | Автор(ы)                                                                                | Продюсер(ы)                   | Длительность |
| --- | ------------------------------------- | --------------------------------------------------------------------------------------- | ----------------------------- | ------------ |
| 1.  | «Bleeding Love»                       | Ryan Tedder, Jesse McCartney                                                            | Tedder                        | 4:23         |
| 2.  | «Whatever It Takes»                   | Tony Reyes, Leona Lewis, Alonzo "Novel" Stevenson                                       | Dallas Austin, Novel          | 3:27         |
| 3.  | «Homeless»                            | Jörgen Elofsson                                                                         | Steve Mac                     | 3:50         |
| 4.  | «Better in Time»                      | Jonathan Rotem, Andrea Martin                                                           | J. R. Rotem                   | 3:54         |
| 5.  | «Yesterday»                           | Sam Watters, Louis Biancaniello, Nina Woodford, Jordan Omley, Michael Mani              | The Jam, The Runaways         | 3:54         |
| 6.  | «Take a Bow»                          | Watters, Biancaniello, Wayne Wilkins, Tedder                                            | The Runaways, Wilkins, Tedder | 3:54         |
| 7.  | «I Will Be»                           | Max Martin, Avril Lavigne, Lukasz Gottwald                                              | Dr. Luke                      | 3:59         |
| 8.  | «Angel»                               | Mikkel Storleer Eriksen, Tor Erik Hermansen, Espen Lind, Amund Bjørklund, Johntá Austin | StarGate                      | 4:14         |
| 9.  | «Here I Am»                           | Walter Afanasieff, Brett James, Lewis                                                   | Afanasieff                    | 4:52         |
| 10. | «I'm You»                             | Shaffer Smith, Eric Hudson                                                              | Hudson                        | 3:48         |
| 11. | «The Best You Never Had»              | Billy Steinberg, Josh Alexander                                                         | Steinberg, Alexander          | 3:43         |
| 12. | «The First Time Ever I Saw Your Face» | Ewan MacColl                                                                            | Wilkins, The Runaways         | 4:26         |
| 13. | «Footprints in the Sand»              | Richard Page, Per Magnusson, David Kreuger, Simon Cowell                                | Mac                           | 4:09         |

| №   | Название             | Автор(ы)            | Продюсер(ы) | Длительность |
| --- | -------------------- | ------------------- | ----------- | ------------ |
| 14. | «A Moment Like This» | Elofsson, John Reid | Mac         | 4:17         |

| №   | Название             | Автор(ы)                           | Продюсер(ы)     | Длительность |
| --- | -------------------- | ---------------------------------- | --------------- | ------------ |
| 14. | «A Moment Like This» | Elofsson, Reid                     | Mac             | 4:17         |
| 15. | «Forgiveness»        | Lewis, Salaam Remi, Kara DioGuardi | Remi, DioGuardi | 4:19         |
| 16. | «You Bring Me Down»  | Lewis, Remi, Taj Jackson           |                 | 3:54         |

| №   | Название                              | Автор(ы)                                       | Продюсер(ы)                   | Длительность |
| --- | ------------------------------------- | ---------------------------------------------- | ----------------------------- | ------------ |
| 1.  | «Bleeding Love»                       | Tedder, McCartney                              | Tedder                        | 4:22         |
| 2.  | «Better in Time»                      | Rotem, A. Martin                               | Rotem                         | 3:54         |
| 3.  | «I Will Be»                           | M. Martin, Lavigne, Gottwald                   | Dr. Luke                      | 3:58         |
| 4.  | «I'm You»                             | Smith, Hudson                                  | Hudson                        | 3:47         |
| 5.  | «Forgive Me»                          | Aliuane Thiam, Claude Kelly, Giorgio Tuinfort  | Akon                          | 3:39         |
| 6.  | «Misses Glass»                        | Theron Thomas, Terry Thomas II                 | MaddScientist                 | 3:40         |
| 7.  | «Angel»                               | Eriksen, Hermansen, Lind, Bjørklund, J. Austin | StarGate                      | 4:14         |
| 8.  | «The First Time Ever I Saw Your Face» | MacColl                                        | Wilkins, The Runaways         | 4:25         |
| 9.  | «Yesterday»                           | Watters, Biancaniello, Woodford, Omley, Mani   | The Jam, The Runaways         | 3:53         |
| 10. | «Whatever It Takes»                   | Reyes, Lewis, Stevenson                        | D. Austin, Novel              | 3:27         |
| 11. | «Take a Bow»                          | Watters, Biancaniello, Wilkins, Tedder         | The Runaways, Wilkins, Tedder | 3:53         |
| 12. | «Footprints in the Sand»              | Page, Magnusson, Kreuger, Cowell               | Mac                           | 4:07         |
| 13. | «Here I Am»                           | Afanasieff, James, Lewis                       | Afanasieff                    | 4:50         |

| №   | Название                      | Автор(ы)             | Продюсер(ы)          | Длительность |
| --- | ----------------------------- | -------------------- | -------------------- | ------------ |
| 14. | «The Best You Never Had»      | Steinberg, Alexander | Steinberg, Alexander | 3:42         |
| 15. | «You Bring Me Down»           | Lewis, Remi, Jackson | Remi, Jackson        | 3:54         |
| 16. | «Bleeding Love» (music video) |                      |                      | 4:38         |

### Deluxe Edition
| №   | Название                              | Автор(ы)                                                                                   | Продюсер(ы)                   | Длительность |
| --- | ------------------------------------- | ------------------------------------------------------------------------------------------ | ----------------------------- | ------------ |
| 1.  | «Bleeding Love»                       | Tedder, McCartney                                                                          | Tedder                        | 4:22         |
| 2.  | «Whatever It Takes»                   | Reyes, Lewis, Stevenson                                                                    | D. Austin, Novel              | 3:27         |
| 3.  | «Homeless» (2008 Version)             | Elofsson                                                                                   | Mac                           | 3:50         |
| 4.  | «Better in Time» (Single Mix)         | Rotem, A. Martin                                                                           | Rotem                         | 3:52         |
| 5.  | «Yesterday»                           | Watters, Biancaniello, Woodford, Omley, Mani                                               | The Jam, The Runaways         | 3:53         |
| 6.  | «Take a Bow»                          | Watters, Biancaniello, Wilkins, Tedder                                                     | The Runaways, Wilkins, Tedder | 3:54         |
| 7.  | «I Will Be»                           | M. Martin, Lavigne, Gottwald                                                               | Dr. Luke                      | 3:58         |
| 8.  | «Angel»                               | Eriksen, Hermansen, Lind, Bjørklund, J. Austin                                             | StarGate                      | 4:14         |
| 9.  | «Here I Am»                           | Afanasieff, James, Lewis                                                                   | Afanasieff                    | 4:50         |
| 10. | «I'm You»                             | Smith, Hudson                                                                              | Hudson                        | 3:48         |
| 11. | «The Best You Never Had»              | Steinberg, Alexander                                                                       | Steinberg, Alexander          | 3:42         |
| 12. | «The First Time Ever I Saw Your Face» | MacColl                                                                                    | Wilkins, The Runaways         | 4:26         |
| 13. | «Footprints in the Sand» (Single Mix) | Page, Magnusson, Kreuger, Cowell                                                           | Mac                           | 3:56         |
| 14. | «A Moment Like This»                  | Elofsson, Reid                                                                             | Mac                           | 4:17         |
| 15. | «Forgive Me»                          | Thiam, C. Kelly, Tuinfort                                                                  | Akon                          | 3:39         |
| 16. | «Misses Glass»                        | Theron Thomas, Terry Thomas II                                                             | MaddScientist                 | 3:40         |
| 17. | «Run»                                 | Gary Lightbody, Jonathan Quinn, Mark McCelland, Nathan Connolly, Iain Archer, Jacknife Lee | Steve Robson                  | 5:12         |

| №   | Название            | Автор(ы)               | Продюсер(ы)     | Длительность |
| --- | ------------------- | ---------------------- | --------------- | ------------ |
| 18. | «Forgiveness»       | Lewis, Remi, DioGuardi | Remi, DioGuardi | 4:17         |
| 19. | «You Bring Me Down» | Lewis, Remi, Jackson   | Remi, Jackson   | 3:54         |

| №  | Название                                | Режиссёр         | Длительность |
| -- | --------------------------------------- | ---------------- | ------------ |
| 1. | «Bleeding Love» (International edition) | Melina Matsoukas | 4:23         |
| 2. | «Bleeding Love» (US edition)            | Jessy Terrero    | 4:38         |
| 3. | «Better in Time»                        | Sophie Muller    | 3:58         |
| 4. | «Footprints in the Sand»                | Muller           | 3:59         |
| 5. | «Forgive Me»                            | Wayne Isham      | 3:28         |
| 6. | «A Moment Like This»                    | JT               | 4:17         |

| №   | Название                                         | Автор(ы)                                            | Продюсер(ы)                   | Длительность |
| --- | ------------------------------------------------ | --------------------------------------------------- | ----------------------------- | ------------ |
| 1.  | «Bleeding Love»                                  | Tedder, McCartney                                   | Tedder                        | 4:22         |
| 2.  | «Better in Time» (Single Mix)                    | Rotem, A. Martin                                    | Rotem                         | 3:52         |
| 3.  | «I Will Be»                                      | M. Martin, Lavigne, Gottwald                        | Dr. Luke                      | 3:58         |
| 4.  | «I'm You»                                        | Smith, Hudson                                       | Hudson                        | 3:47         |
| 5.  | «Forgive Me»                                     | Thiam, Kelly, Tuinfort                              | Akon                          | 3:40         |
| 6.  | «Misses Glass»                                   | Theron Thomas, Terry Thomas II                      | MaddScientist                 | 3:40         |
| 7.  | «Angel»                                          | Eriksen, Hermansen, Lind, Bjørklund, J. Austin      | StarGate                      | 4:13         |
| 8.  | «The First Time Ever I Saw Your Face»            | MacColl                                             | Wilkins, The Runaways         | 4:25         |
| 9.  | «Yesterday»                                      | Watters, Biancaniello, Woodford, Omley, Mani        | The Jam, The Runaways         | 3:52         |
| 10. | «Whatever It Takes»                              | Reyes, Lewis, Stevenson                             | D. Austin, Novel              | 3:27         |
| 11. | «Take a Bow»                                     | Watters, Biancaniello, Wilkins, Tedder              | The Runaways, Wilkins, Tedder | 3:54         |
| 12. | «Footprints in the Sand» (Single Mix)            | Page, Magnusson, Kreuger, Cowell                    | Mac                           | 3:56         |
| 13. | «Here I Am»                                      | Afanasieff, James, Lewis                            | Afanasieff                    | 4:50         |
| 14. | «Myself» (featuring Novel)                       | Stevenson, Justin E. Boykin, Graham N. Marsh        |                               | 3:50         |
| 15. | «Run» (Single Mix)                               | Lightbody, Quinn, McClelland, Connolly, Archer, Lee | Robson                        | 4:37         |
| 16. | «Forgiveness»                                    | Lewis, Remi, DioGuardi                              | Remi, DioGuardi               | 4:20         |
| 17. | «Bleeding Love» (Jason Nevins Rockin' Radio Mix) | Tedder, McCartney                                   | Tedder                        | 3:41         |

| №  | Название                     | Режиссёр         | Длительность |
| -- | ---------------------------- | ---------------- | ------------ |
| 1. | «Bleeding Love» (US edition) | Jessy Terrero    | 4:38         |
| 2. | «Bleeding Love» (UK edition) | Melina Matsoukas | 4:22         |
| 3. | «Better in Time»             | Sophie Muller    | 3:57         |
| 4. | «Footprints in the Sand»     | Muller           | 3:52         |
| 5. | «Forgive Me» (UK edition)    | Wayne Isham      | 3:28         |
| 6. | «Run»                        | Jake Nava        | 4:50         |
| 7. | «I Will Be»                  | Muller           | 4:26         |

## История релиза
| Standard edition | Standard edition | Standard edition | Standard edition         | Standard edition |
| Регион           | Дата             | Лейбл            | Формат                   | Каталог          |
| ---------------- | ---------------- | ---------------- | ------------------------ | ---------------- |
| Ирландия         | 9 ноября 2007    | Syco Music       | CD, цифровая дистрибуция | 88697185262      |
| Великобритания   | 12 ноября 2007   | Syco Music       | CD, цифровая дистрибуция | 88697185262      |
| Швеция           | 23 января 2008   | Sony BMG         | CD, цифровая дистрибуция | 88697222432      |
| Новая Зеландия   | 25 января 2008   | Sony BMG         | CD, цифровая дистрибуция | 88697222432      |
| Италия           | 25 января 2008   | Sony BMG         | CD, цифровая дистрибуция | 88697222432      |
| Тайвань          | 25 января 2008   | Sony BMG         | CD, цифровая дистрибуция | 88697222432      |
| Германия         | 25 января 2008   | Sony BMG         | CD, цифровая дистрибуция | 88697222432      |
| Швейцария        | 25 января 2008   | Sony BMG         | CD, цифровая дистрибуция | 88697222432      |
| Корея            | 25 января 2008   | Sony BMG         | CD, цифровая дистрибуция | 8803581113907    |
| Австралия        | 26 января 2008   | Sony BMG         | CD, цифровая дистрибуция | 88697222432      |
| Гонконг          | 28 января 2008   | Sony BMG         | CD, цифровая дистрибуция | 88697222432      |
| Греция           | 28 января 2008   | Sony BMG         | CD, цифровая дистрибуция | 88697222432      |
| Польша           | 28 января 2008   | Sony BMG         | CD, цифровая дистрибуция | 88697222432      |
| Сингапур         | 28 января 2008   | Sony BMG         | CD, цифровая дистрибуция | 88697222432      |
| Испания          | 19 февраля 2008  | Sony BMG         | CD, цифровая дистрибуция | 886972224329     |
| Франция          | 10 марта 2008    | Sony BMG         | CD, цифровая дистрибуция | 88697222432      |
| Китай            | 10 марта 2008    | Sony BMG         | CD, цифровая дистрибуция | 9787799427188A   |
| Мексика          | 24 марта 2008    | Sony BMG         | CD, цифровая дистрибуция | 886972224329     |
| США              | 8 апреля 2008    | J Records        | CD, цифровая дистрибуция | 88697025542      |
| Канада           | 8 апреля 2008    | Sony BMG         | CD, цифровая дистрибуция | 88697025542      |
| Япония           | 23 апреля 2008   | BMG Japan        | CD / CD+DVD              | BVCP24129        |
| Бразилия         | 24 апреля 2008   | Sony BMG         | CD                       | 88697222432      |

| Deluxe edition    | Deluxe edition | Deluxe edition | Deluxe edition | Deluxe edition |
| Регион            | Дата           | Лейбл          | Формат         | Каталог        |
| ----------------- | -------------- | -------------- | -------------- | -------------- |
| Австралия         | 8 ноября 2008  | Sony BMG       | CD / CD+DVD    | 88697359692    |
| Европа            | 14 ноября 2008 | Sony BMG       | CD / CD+DVD    |                |
| Латинская Америка | 14 ноября 2008 | Sony BMG       | CD / CD+DVD    |                |
| Великобритания    | 17 ноября 2008 | Syco Music     | CD / CD+DVD    |                |
| Мексика           | 17 ноября 2008 | Sony BMG       | CD / CD+DVD    |                |
| Япония            | 19 ноября 2008 | BMG Japan      | CD / CD+DVD    |                |
| США               | 3 февраля 2009 | J Records      | CD / CD+DVD    |                |
| Канада            | 3 февраля 2009 | Sony BMG       | CD / CD+DVD    |                |